# Jacek Siwicki
Jacek Siwicki (ur. 29 listopada 1960) – polski menedżer i urzędnik państwowy, w 1991 podsekretarz stanu w Ministerstwie Przekształceń Własnościowych.

## Życiorys
Pochodzi z Radomia. Ukończył studia z ekonomiki transportu morskiego na Uniwersytecie Gdańskim (1993), w ich trakcie działał w Niezależnym Zrzeszeniu Studentów. Pracował w miejscowym porcie i wojsku, następnie kierował działem handlowym w firmie polonijnej Danpol z branży komputerowej. Od 1989 szef zespołu w spółdzielni „Doradca” prowadzonej przez Jana Krzysztofa Bieleckiego.
Od stycznia do kwietnia 1991 pełnił funkcję dyrektora generalnego w Urzędzie Rady Ministrów, potem od 1 maja do 27 grudnia 1991 pozostawał sekretarzem stanu w Ministerstwie Przekształceń Własnościowych, odpowiedzialnym m.in. za oferty publiczne i transakcje zagraniczne. Odszedł z resortu po dojściu do władzy Jana Olszewskiego. Następnie do 1992 działał jako doradca International Finance Corporation w sprawie prywatyzacji w krajach postsowieckich. W 1992 związał się z funduszem Enterprise Investors, powstałym z przekształcenia Polsko-Amerykańskiego Funduszu Przedsiębiorczości, w 2000 objął w nim funkcję prezesa zarządzającego. W ramach kierowania instytucją zajmował się działaniem funduszy inwestycyjnych oraz restrukturyzacją i odsprzedażą polskich spółek takich, jak Zelmer, W. Kruk, LPP, Stomil Sanok.
W 2014 odznaczony Krzyżem Komandorskim Orderu Odrodzenia Polski „za wybitne zasługi we wspieraniu transformacji ustrojowej Polski, za osiągnięcia w działalności na rzecz rozwoju polskiej gospodarki i przedsiębiorczości”.